# Trichostomum contortum
Trichostomum contortum là một loài Rêu trong họ Pottiaceae. Loài này được (Kunze) Sérgio miêu tả khoa học đầu tiên năm 1985.